# Kimball (Dakota del Sur)
Kimball es una ciudad ubicada en el condado de Brule en el estado estadounidense de Dakota del Sur. En el Censo de 2010 tenía una población de 703 habitantes y una densidad poblacional de 87,9 personas por km².

## Geografía
Kimball se encuentra ubicada en las coordenadas 43°44′49″N 98°57′25″O / 43.74694, -98.95694. Según la Oficina del Censo de los Estados Unidos, Kimball tiene una superficie total de 8 km², de la cual 8 km² corresponden a tierra firme y (0%) 0 km² es agua.

## Demografía
Según el censo de 2010, había 703 personas residiendo en Kimball. La densidad de población era de 87,9 hab./km². De los 703 habitantes, Kimball estaba compuesto por el 95.02% blancos, el 0.28% eran afroamericanos, el 3.27% eran amerindios, el 0.28% eran asiáticos, el 0% eran isleños del Pacífico, el 0.43% eran de otras razas y el 0.71% pertenecían a dos o más razas. Del total de la población el 1.14% eran hispanos o latinos de cualquier raza.